# 松浪有
松浪有（まつなみ　たもつ、1924年3月11日-1994年12月29日）は、日本の英語学者。

## 略歴
大阪府出身。1945年（昭和20年）東京帝国大学文学部英文科卒。大阪大学文学部助手、同文学部助教授を経て、1965年（昭和40年）「英語における現在分詞の機能的発達 古英語現在分詞本来の統語法的機能」で東京大学文学博士。神戸大学助教授、1961年（昭和36年）九州大学文学部助教授、1967年（昭和42年）関西大学助教授、東京都立大学教授および同大学図書館長、
1987年（昭和62年）定年退官、名誉教授、青山学院大学文学部教授。

## 著書
- 『英語史研究』松柏社 1964

### 共編著
- 『大修館英語学事典』池上嘉彦、今井邦彦共編 大修館書店 1983
- 『英語学コース 第1巻　英語史』編 大修館書店 1986
- 『古英語・中英語初歩』市河三喜共著 研究社出版 1986
- 『英語学コース 第2巻 英文法』編 大修館書店 1988
- 『英語の歴史』編 大修館書店 テイクオフ英語学シリーズ 1995
- 『講談社キャンパス英和辞典』編集主幹 真鍋和瑞,牧野勤,谷美奈子,小川浩,小倉美知子共編 講談社 1998

### 翻訳
- Winfred P.Lehmann『歴史言語学序説』研究社出版 1967
- オーエン・トマス『英語教師の変換文法』大井上滋共訳 松柏社 1969
- R.A.ジェイコブズ,P.S.ローゼンボーム『基礎英語変形文法』全4巻 大修館書店 1971
- R.A.ジェイコブズ,P.S.ローゼンボーム『文体と意味 変形文法理論と文学』吉野利弘共訳 大修館書店 1972
- K.ブルンナー『英語発達史』小野茂、忍足欣四郎、秦宏一共訳 大修館書店 1973
- J.B.ヒートン,J.P.ストックス『ロングマン英語正用法辞典』三省堂 1974
- R.C.ゴリス編『バーンハート英語新語辞典』寺澤芳雄共訳 秀文インターナショナル 1982
- J.B.Heaton『ロングマン英語前置詞副詞活用辞典』訳編 秀文インターナショナル 1982
- W.J.Ball『ロングマン口語英語活用教本』小野茂共訳編 秀文インターナショナル 1982
- A.J.Worrall編 D.G.Sawer改訂『ロングマン英語熟語集 日本語版』秦宏一共訳編 秀文インターナショナル (発売) 1991